# Богоєво
Богоєво (серб. Богојево) — село в Сербії, належить до общини Оджаці Західно-Бацького округу в багатоетнічному, автономному краю Воєводина.

## Населення
Населення села становить 1744 осіб (2002, перепис), з них:
- мадяри — 1154 — 54,47%;
- роми — 374 — 117,64%;
- серби — 287 — 13,53%;

Решту жителів  — з десяток різних етносів, зокрема: румуни, югослави, бунєвці, хорвати і навіть кілька русинів-українців.